# Mercedes Brignone
Mercedes Brignone (Madrid, 18 de maig de 1885 - Milà, 24 de juny de 1967) va ser una actriu teatral i cinematogràfica de nacionalitat italiana.

## Biografia
Nascuda a Madrid mentre els seus pares estaven de gira, el seu pare era l'actor Giuseppe Brignone i la seva mare, Adelaide Andreani. El seu germà va ser el director Guido Brignone, i la seva neboda la també actriu Lilla Brignone. Va iniciar la seva carrera artística sent nena i participant en la companyia teatral del seu pare, arribant a ser una actriu vivaç i brillant. El 1903 es va casar amb l'actor Uberto Palmarini, i va crear la seva pròpia empresaː Mercedes Brignone e soci.
En aquells anys va representar obres d'Édouard Pailleron, Francis de Croisset i Fred De Gressac, Georges Feydeau, Ludovic Halévy i Henri Meilhac, Jacinto Benavente, Roberto Bracco, Gerolamo Rovetta, Cosimo Giorgieri Contri, Giuseppe Giacosa o Paolo Ferrari en diversos teatres de Florència, Bolonya, Torí, Gènova o Milà.Des de 1914 i al llarg de trenta anys de carrera va fer moltes actuacions per a la pantalla gran, passant del cinema mut al cinema sonor. En una primera etapa treballà en pel·lícules basades en obres teatrals, i després actuant especialment en films del gènere que a Itàlia denominaven cinema dei telefoni bianchi, és a dir, produccions en les quals apareixien personatges de classe acomodada. El 1930 va ser escollida per a actuar en la primera pel·lícula sonora del cinema italià: La canzone dell'amore.
Sempre involucrada amb l'activitat teatral,  després d'haver estat uns quants anys lluny de l'escena, en la Segona Guerra Mundial l'actriu hi va tornar i va estar viatjant per Itàlia amb una sèrie de companyies, treballant amb artistes com Ruggero Ruggeri i Tino Carraro.
Pocs anys abans de morir, al 1964, Mercedes Brignone va participar també en alguna producció televisiva.

## Filmografia
- Amleto, d'Eleuterio Rodolfi (1917)
- Nerone, de Alessandro Blasetti (1930)
- Talli d'Assise, de Guido Brignone (1930)
- La canzone dell'amore, de Gennaro Righelli (1930)
- Rubacuori, de Guido Brignone (1931)
- La stella del cinema, de Mario Almirante (1931)
- La marcia nuziale, de Mario Bonnard (1934)
- Teresa Confalonieri, de Guido Brignone (1934)
- Seconda B, de Goffredo Alessandrini (1934)
- Il serpente a sonagli, de Raffaello Matarazzo (1935)
- L'antenato, de Guido Brignone (1936)
- Vivere, de Guido Brignone (1936)
- Il marchese di Ruvolito, de Raffaello Matarazzo (1939)
- Torna caro ideal!, de Guido Brignone (1939)
- Il documento, de Mario Camerini (1939)
- Cenerentola e il signor Bonaventura, de Sergio Tofano (1942)
- La primadonna, d'Ivo Perilli (1942)
- Sant'Elena, piccola isola, d'Umberto Scarpelli i Renato Simoni (1943)
- Il fiore sotto gli occhi, de Guido Brignone (1944)
- Lorenzaccio, de Raffaello Pacini (1953)
- Petrolini (1952)
- Vacanze d'inverno, de Camillo Mastrocinque (1959)[3]